# Cementeri d'al-Mual·la
El cementiri d'al-Maalat o d'al-Malat (àrab: مقبرة المعَلاة, maqbarat al-Maʿalāt o maqbarat al-Maʿlāt) o cementiri d'al-Maalà o d'al-Malà (àrab: مقبرة المعَلا, maqbarat al-Maʿalā o maqbarat al-Maʿlā), també conegut com a cementiri d'al-Hajun (àrab: مقبرة الحجون, maqbarat al-Ḥajūn), per la muntanya homònima que té al costat, és un cementeri situat al nord d'al-Màsjid al-Haram i molt a prop de la mesquita dels Genis, a la Meca, a l'Aràbia Saudita. És un antic cementeri, anterior a l'islam, on hi ha soterrats, entre altres, la primera esposa del profeta islàmic Mahoma, l'avi i altres avantpassats i parents, així com molts musulmans de la primera època.

## Història

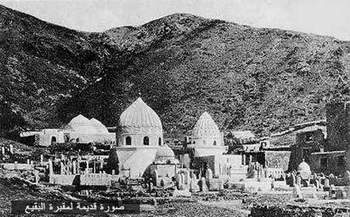
El Jannat al-Mu'allah en la dècada dels 1910, a la fi del període otomà i abans de la demolició massiva el 1925 o 1926

Molts dels parents de Mahoma foren soterrats en aquest cementeri abans de l'Hègira, el 622. Amb el temps, s'hi van construir moltes tombes cobertes amb cúpula (qubbes) i molts mausoleus, sobre les tombes dels difunts més famosos, que solien ser visitades pels pelegrins durant el hajj. La majoria d'aquestes tombes foren destruïdes el 1925 o 1926, el mateix any que les del cementeri de Jannatul Baqi de Medina, per ordre del rei saudita Abd-al-Aziz Ibn Saüd, inspirat per la ideologia wahhabita, que l'inspirava religiosament, i que considera idolatria la veneració i visita de tombes de sants. Aquesta destrucció va provocar les protestes de la comunitat islàmica internacional. Alguns xiïtes lamenten especialment el dia en què la dinastia Al Saüd enderrocà les cúpules i mausoleus en els dos cementeris més sagrats de l'islam, aquest i el d'Al-Baqi, a Medina, i anomenen aquest dia, en persa, Yaum-e Gham, ‘Dia del Dolor’, i reclament la restauració de les tombes i mausoleus. Les autoritats saudites, però, ignoren les crítiques i reclamacions. L'estat actual del cementiri que, després de la demolició, a més fou anivellat i cobert de ciment, ha provocat el ressentiment entre la majoria musulmana que no segueix el corrent wahhabita, que continua recordant la seua passada esplendor.

## Enterraments notables

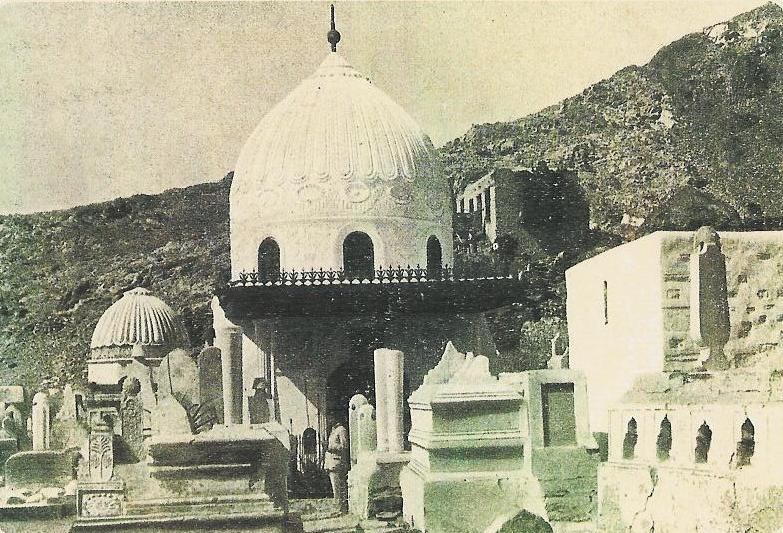
La Tomba de Jadiya al Cementeri d'al-Mual·la, abans de la destrucció del 1925 o 1926

Les figures històriques ací enterrades són:
- Abu-Tàlib ibn Abd al-Múttalib, oncle de Mahoma i pare de l'imam Alí.
- Abd-Manaf, rebesavi de Mahoma.
- Abd-al-Múttalib ibn Hàixim, avi de Mahoma.
- Khadija bint Khuwàylid, primera esposa de Mahoma.
- Rahmatullah Kairanwi, erudit musulmà indi del segle xix i autor d'Izhar ul-Haqq.[4]
- Imdadullah Muhajir Makki, un altre erudit musulmà indi del segle xix.[5]
- Abu Turab al-Zahiri, clergue musulmà del segle xx.
- Muhammad Alawi al-Maliki, clergue musulmà sunnita del segle xx.
- Mul·là Ali Qari Herawi, famós erudit sunnita especialitzat en tafsir, en Alcorà, en fiqh, en teologia islàmica i en llengua àrab.